# Andriej Titicz
Andriej Wasiljewicz Titicz (ros. Андрей Васильевич Титич; ur. 10 marca 1986) – rosyjski siatkarz, grający na pozycji przyjmującego. Od sezonu 2020/2021 występuje w drużynie ASK Niżny Nowogród.

## Sukcesy klubowe
Mistrzostwo Rosji:
- 2006, 2008
- 2007

Puchar Rosji:
- 2006, 2008

Liga Mistrzów:
- 2007